# Perieți (Olt)
Perieți is een Roemeense gemeente in het district Olt.
Perieți telt 2031 inwoners.